# Joseph Verheyden
Joseph Verheyden (* 1957) ist ein belgischer römisch-katholischer Theologe.

## Leben
Nach der Promotion 1986 in Löwen lehrt er dort als Professor für Neues Testament.
Seine Forschungsinteressen sind synoptische Studien, Apostelgeschichte des Lukas, NT und Hellenismus, Textkritik, apokryphe Literatur und Rezeptionsgeschichte des NT. Er gehört zu den Herausgebern des Kommentarwerks Novum Testamentum Patristicum.

## Schriften (Auswahl)
- De vlucht van de christenen naar Pella. Onderzoek van het getuigenis van Eusebius en Epiphanius. Brüssel 1988, ISBN 90-6569-398-X.
- mit Frans Neirynck, Frans van Segbroeck, Geert Van Oyen und Rita Corstjens: The Gospel of Mark. A Cumulative Bibliography 1950–1990. Leuven 1992, ISBN 90-6186-502-6.
- mit Frans Neirynck und Rita Corstjens:  The Gospel of Matthew and the Sayings Source Q. A Cumulative Bibliography 1950–1995. Leuven 1998, ISBN 90-429-0715-0.
- als Herausgeber mit Pierluigi Lanfranchi: Jews and Christians in Antiquity. A regional perspective. Leuven 2018, ISBN 978-90-429-3461-0.